# Disparomitus bacillus
Disparomitus bacillus är en insektsart som först beskrevs av Gerstaecker 1885.  Disparomitus bacillus ingår i släktet Disparomitus och familjen fjärilsländor. Inga underarter finns listade i Catalogue of Life.